# Onamio
Onamio es una localidad española que forma parte del municipio de Molinaseca, en la provincia de León, comunidad autónoma de Castilla y León.

## Geografía

### Ubicación
| Noroeste: Calamocos             | Norte: Calamocos | Noreste: Castropodame |
| Oeste: Santo Tomás de las Ollas |                  | Este: Castropodame    |
| Suroeste Molinaseca             | Sur: Molinaseca  | Sureste: Paradasolana |

## Demografía
Evolución de la población
| Gráfica de evolución demográfica de Onamio entre 2000 y 2017       |
|                                                                    |
| Población de derecho (2000-2017) según el padrón municipal del INE |